# NGC 1236
NGC 1236 este o galaxie eliptică situată în constelația Berbecul. A fost descoperită în 5 octombrie 1864 de către Albert Marth.